# Мыс Отто Шмидта
Мыс Отто Шми́дта — мыс на берегу Чукотского моря, у пролива Лонга.
На мысе расположены посёлок городского типа Мыс Шмидта и национальное село Рыркайпий, а также военный городок. Официально городок создан 1 декабря 2014 года, а мыс Отто Шмидта назван как один из пунктов базирования сил Тихоокеанского флота.

## История
Мыс был впервые описан в августе 1778 года английским исследователем Джеймсом Куком и назван им Нордкап («северный мыс»), так как это была самая северная из достигнутых им точек. На русских картах назывался мыс Северный. Местное название этого мыса — Ир-Каппея (в переводе с чукот. — «моржовый запор») — записал в 1823 году русский мореплаватель Фердинанд Петрович Врангель. В 1934 году мыс был переименован в честь советского полярного исследователя Отто Юльевича Шмидта.

## Археология
На берегу мыса Шмидта обнаружена неолитическая стоянка древних морских охотников. Остатки древних землянок сохранились у западного подножия утёса Кожевникова, на вершине которого находилась древняя чукотская крепость.

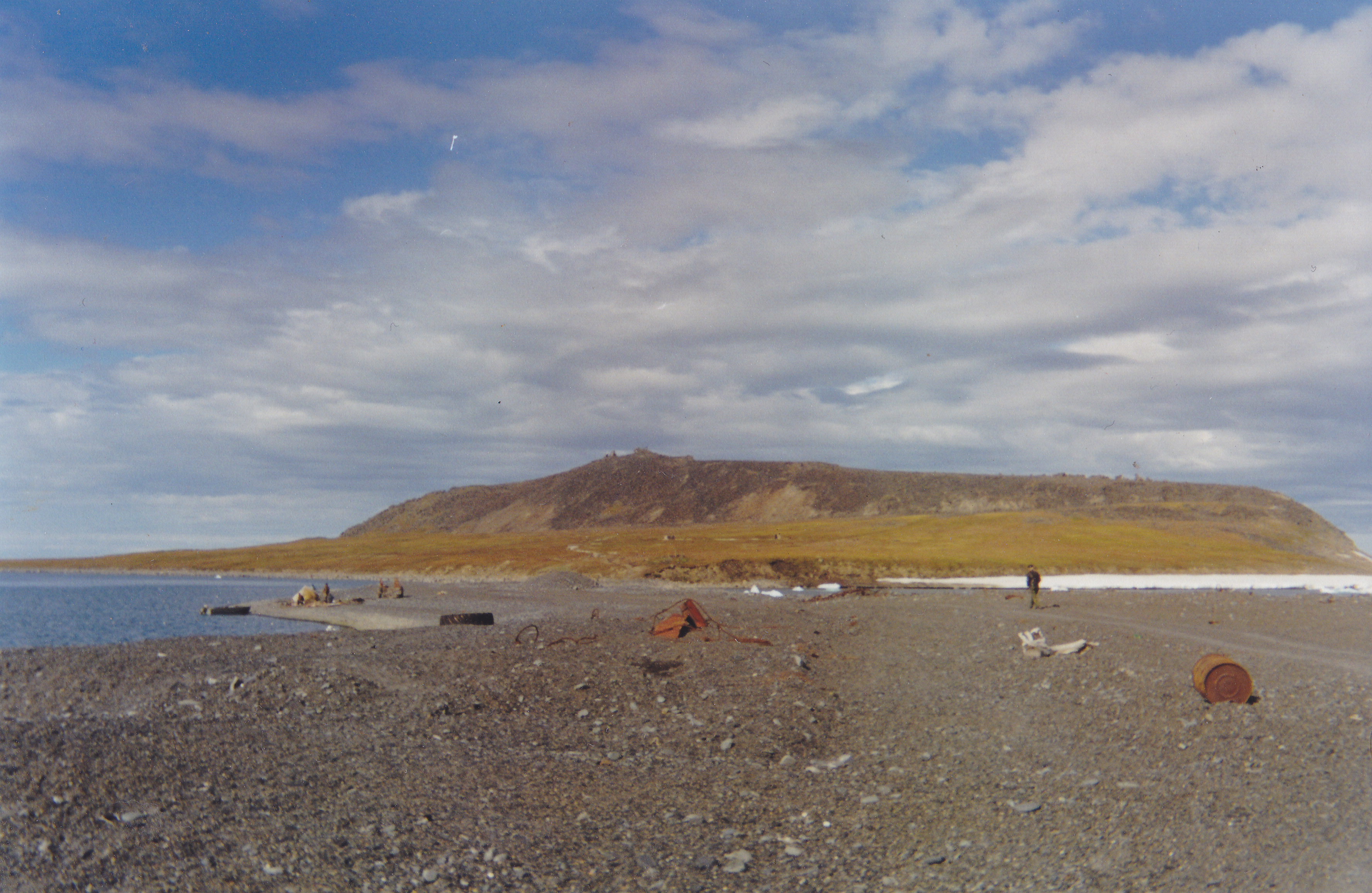
Утёс Кожевникова

## Охрана природы
Мыс Шмидта входит в состав созданной в 2010 году особо охраняемой природной территории регионального значения «Мыс Кожевникова». Целью проекта является охрана одного из крупнейших в мире лежбищ моржей и мест обитания белого медведя.